# Макаров Олександр Максимович
Олекса́ндр Макси́мович Мака́ров (12 вересня 1906, станиця Цимлянська, Область Війська Донського, Російська імперія — 9 жовтня 1999, Дніпропетровськ, Україна) — український радянський ракетобудівник, 2-й генеральний директор ДП «Виробниче об'єднання Південний машинобудівний завод ім. О. М. Макарова» (1961—1986), Лауреат Ленінської й Державної премій, двічі Герой Соціалістичної Праці (17.06.1961, 12.08.1976), Заслужений машинобудівник України, кавалер ордена князя Ярослава Мудрого. Почесний громадянин Дніпра. Член ЦК КПУ (1961—1990). Депутат Верховної Ради СРСР 6—11-го скликань.

## Життєпис
Народився в родині міщан. Закінчив середню школу. У 1922 році розпочав трудову діяльність на Донсько-Кубанському пароплавстві: працював олійником, з 1924 року — слюсарем, помічником механіка річкового пароплавства.
Член ВКП(б) з 1928 року
У 1928 році закінчив робітничий факультет і поступив до інституту інженерів шляхів сполучення. У 1933 році закінчив Ростовський інститут інженерів шляхів сполучення (зараз — тепер Ростовський механічний інститут) й отримав диплом інженера-теплоенергетика.
З 1933 року працював заступником директора Ростовського науково-дослідного інституту. З 1935 по 1938 рік — директор Ростовської авторемонтної станції. У 1938 році був переведений у Білоруську РСР директором Могильовського авторемонтного заводу імені Кірова.
У вересні 1939 — вересні 1940 року — директор заводу автонормалей «Червона Етна» у місті Горькому. У серпні 1940 року головою Комітету радянського контролю Розалією Землячкою попереджений про відповідальність за великий відсоток браку на заводі «Червона Етна», а 8 вересня 1940 року через збільшення випуску бракованої продукції на заводі виїзною сесією судової колегії у кримінальних справах Верховного суду РРФСР на підставі Указу Верховної Ради Союзу РСР від 10 липня 1940 року «Про відповідальність за випуск недоброякісної продукції» був засуджений до ув'язнення строком на 8 років. Відбував термін в Заполяр'ї (Воркуті). Брав участь у будівництві залізничної магістралі Котлас-Воркута (Північно-Печорська залізниця). У квітні 1942 року був достроково звільнений і у травні 1942 року призначений директором заводу малолітражних двигунів в Петропавловську Казахської РСР. У 1943 році був переведений в місто Ірбіт Свердловської області директором мотоциклетного заводу.
У 1945 році переїхав у Дніпропетровськ на автомобільний завод (у майбутньому Південний машинобудівний завод). З грудня 1948 року — директор заводу допоміжного обладнання в Дніпропетровську. У 1950—1954 роках — начальник виробництва, у 1954—1961 роках — головний інженер —заступник директора Південного машинобудівного заводу.
У березні 1961—1978 роках — генеральний директор Південного машинобудівного заводу № 586 Державного комітету РС СРСР з оборонної техніки. У 1978—1986 роках — генеральний директор виробничого об'єднання «Південний машинобудівний завод імені Л.І. Брежнєва» в місті Дніпропетровську.
На пенсію пішов у листопаді 1986 року (у вісімдесятирічному віці), звільнивши місце своєму наступнику, парторгу заводу Леоніду Кучмі. Під його керівництвом на ПМЗ було освоєно випуск чотирьох поколінь міжконтинентальних балістичних ракет, що свого часу стали основою бойової потужності СРСР. Виробництво було розпочато з ракети 8А11 (Р-1), копії німецької ФАУ-2, що була сконструйована Вернер фон Брауном. Пізніше серійно випускали також 8Ж38 (Р-2), 8К51 (Р-5М) конструкції Корольова та власну ракету 8К63 (Р-12). Створено величезний комплекс Конструкторського Бюро «Південне» й Південного Машинобудівного Заводу з 50 000 робітників і територією 7,4 км² з 1 100 тис. м² площею виробничих приміщень.
Співпраця з Михайлом Янгелем, що очолив КБ "Південне" дала плідні результати в народженні: балістичні ракети СС-18 і СС-24; ракетоносіїв «Циклон» і «Зеніт»; розгінних блоків для проекту «Енергія-Буран»; цілий ряд космічних апаратів для дослідження Землі й Сонця, моніторингу земної поверхні та навколоземного простору, таких як «Космос», «Інтеркосмос», «Океан», АУОС — СМ; місячний модуль й інші проєкти.
Відома зустріч Микити Хрущова з Макаровим і Янгелем у Дніпропетровську, яка відбулася перед відомим візитом до Америки, де на засіданні ООН Хрущов плескав своїм черевиком по кафедрі промовця. Таку сміливість дали Хрущову успіхи дніпропетровських ракетників.
Під час керівництва Макаровим ПМЗ за кошти заводу була побудована трестом № 17 чверть міста Дніпропетровськ. З 1962 року опікувався футбольним клубом «Дніпро». Саме Олександр Макаров запросив Валерія Лобановського на пост старшого тренера, сприяв виходу «Дніпра» у вищу лігу і здобуття золота чемпіонату СРСР.

## Нагороди
- двічі Герой Соціалістичної Праці (17.06.1961, 12.08.1976)
- п'ять орденів Леніна (26.06.1959, 17.06.1961, 26.07.1966, 23.07.1969, 12.08.1976)
- орден Жовтневої Революції (26.04.1971)
- три ордени Трудового Червоного Прапора (28.10.1944, 20.04.1956,)
- орден Дружби (11.09.1996)
- орден Ярослава Мудрого V ст. (10.09.1996)
- Почесна грамота Президії Верховної Ради Української РСР (.09.1966)
- Лауреат Ленінської премії (1966)
- Лауреат Державної премії СРСР (1981)
- Лауреат премії імені академіка Янгеля (1980)
- Заслужений машинобудівник СРСР (5.09.1986)
- Почесний громадянин міста Дніпропетровська (1978)

## Світлини

Погруддя О. М. Макарову в Дніпрі
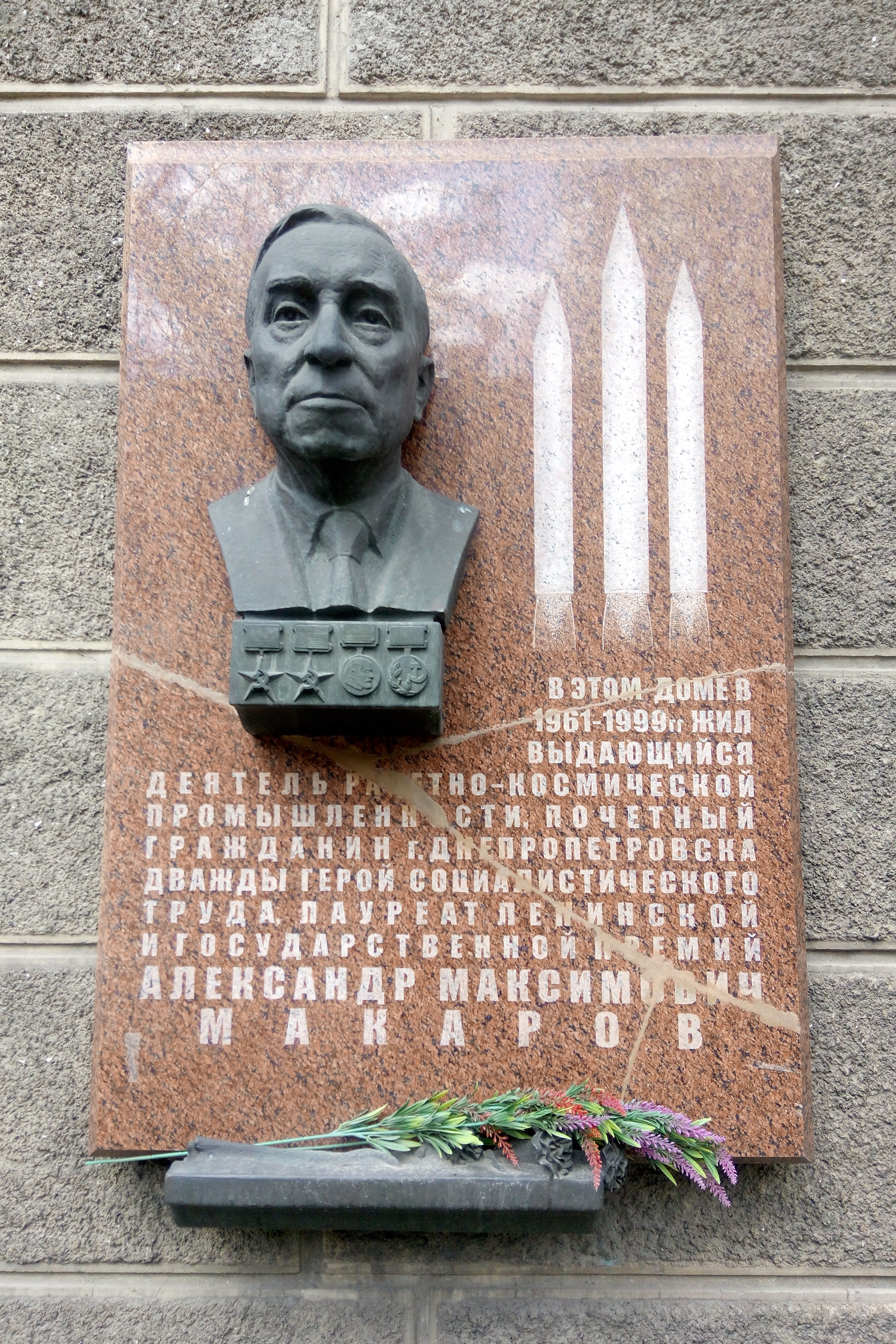
Меморіальна дошка О. М. Макарову на фасаді будинку де він жив по вулиці Старокозацький 68 в Дніпрі
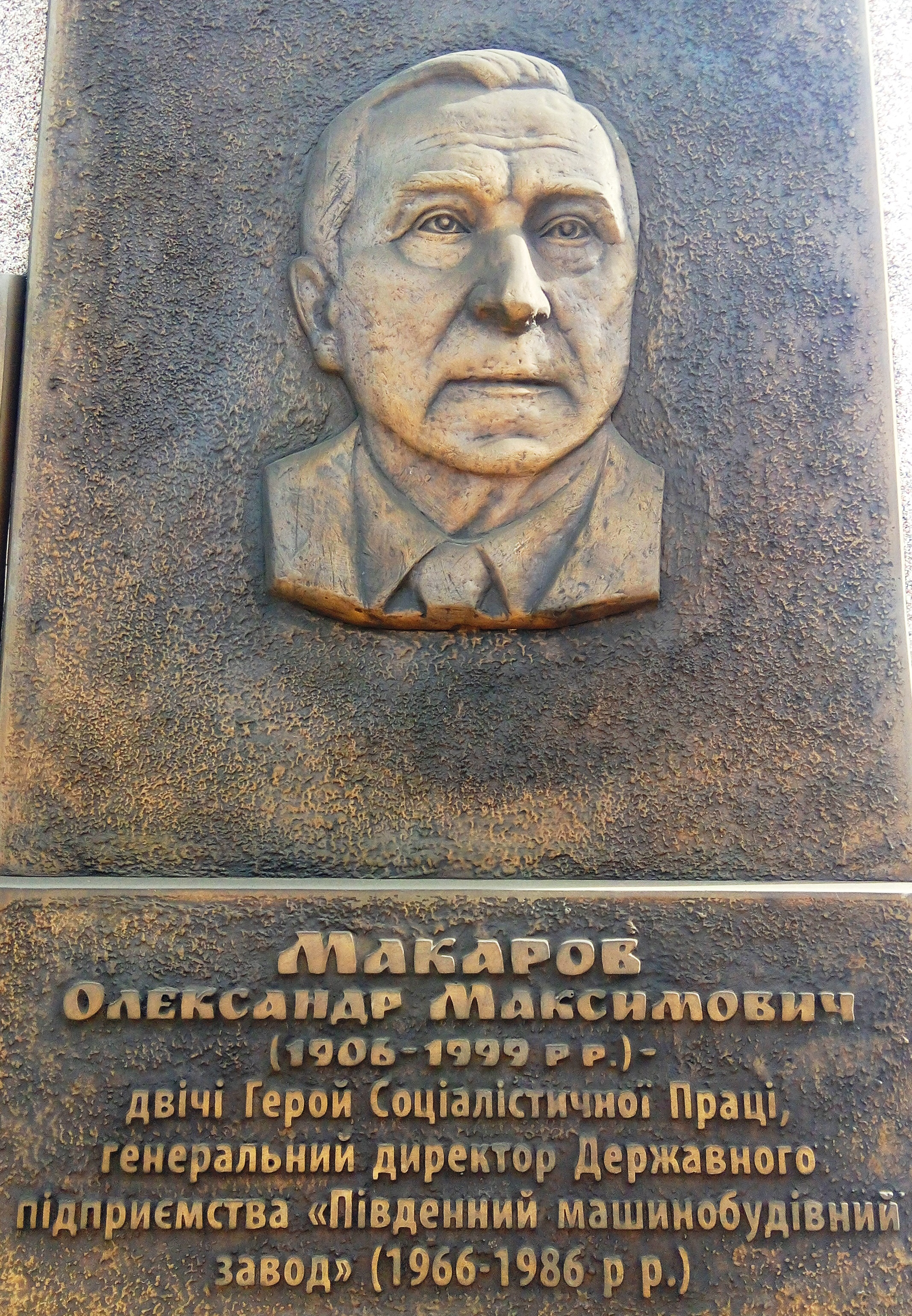
Бронзовий барельєф О. М. Макарову на площі 80-річчя Дніпропетровщини
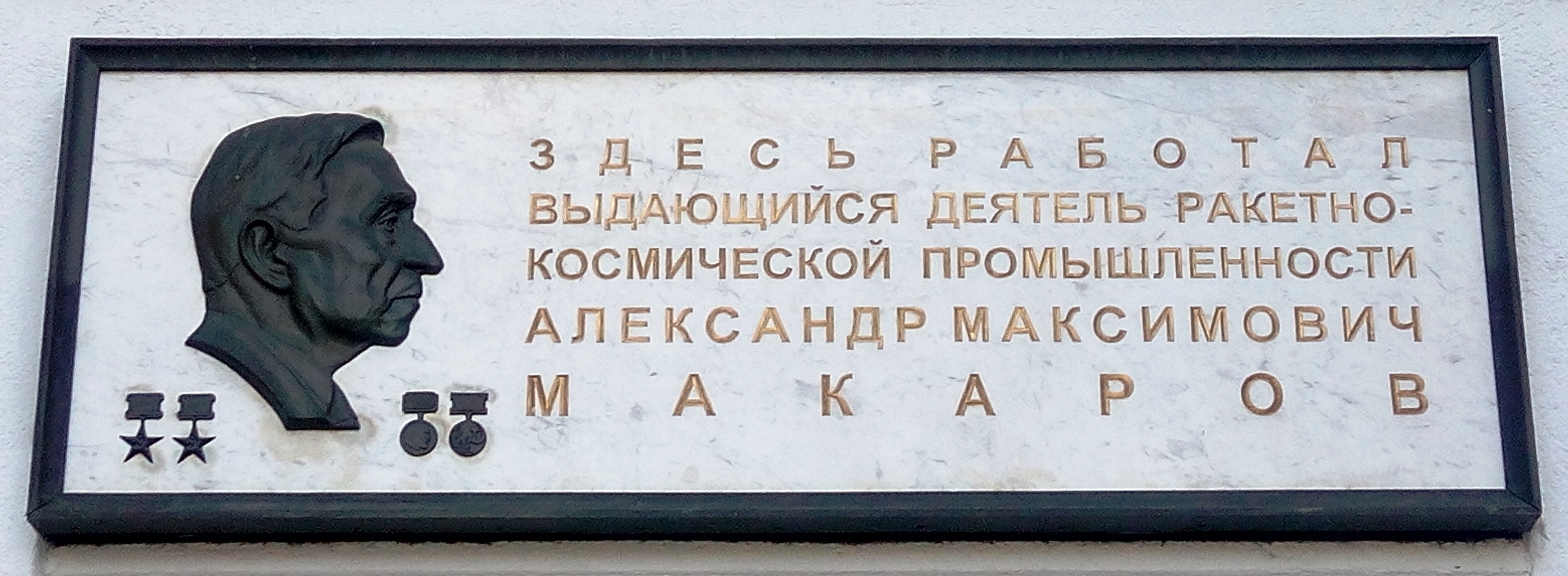
Меморіальна дошка О. М. Макарову на фасаді будівлі головної прохідної ПМЗ в Дніпрі
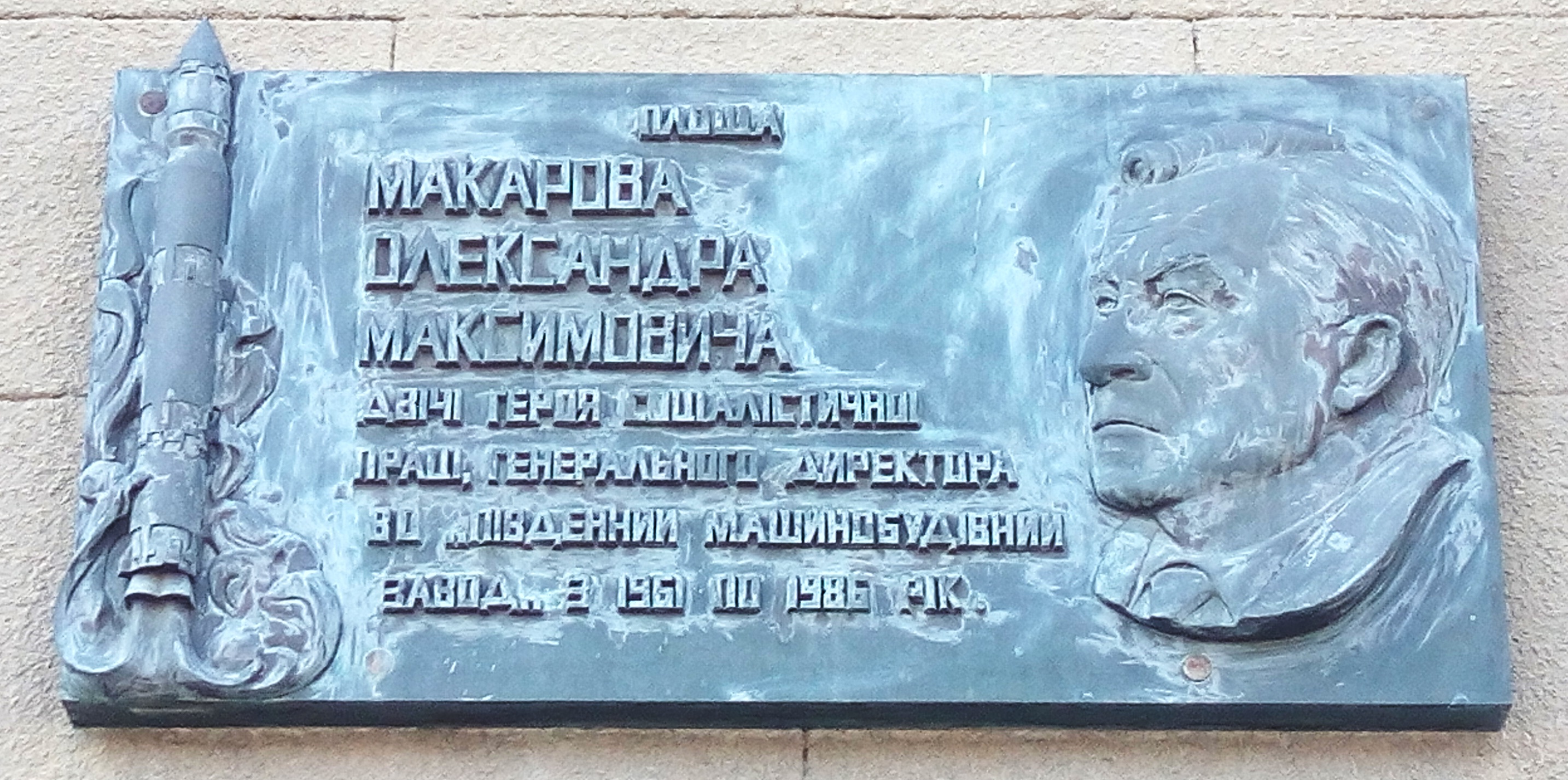
Меморіальна дошка О. М. Макарову на фасаді Палацу культури машинобудівників по вул. Робочій 166 в Дніпрі